# Koto (savon)

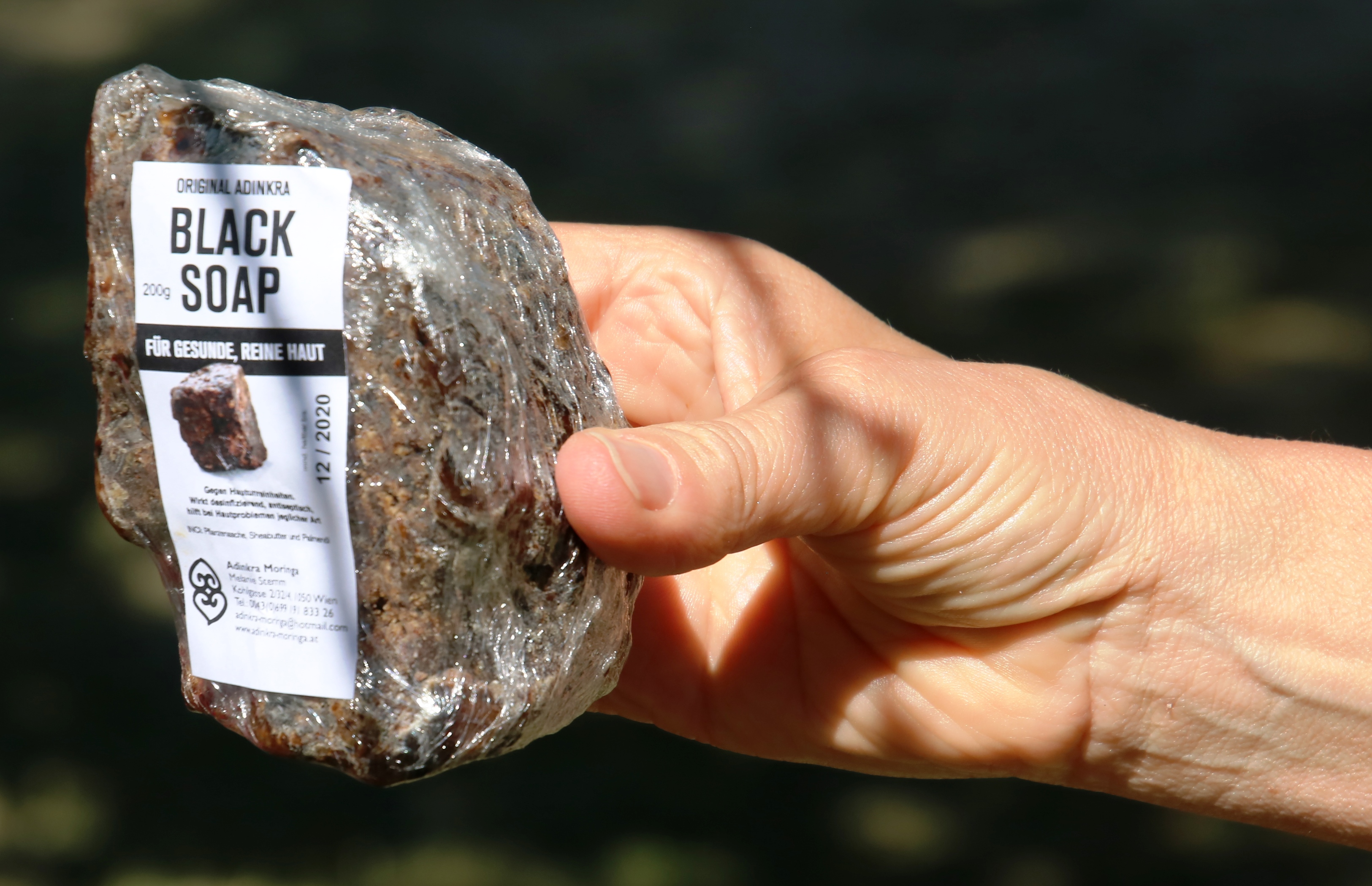
Savon noir d'Afrique de l'Ouest présenté au festival de l'Afrique Château Mamling en 2018.

Le kɔ̌tɔ̌, kôtô ou koto est un savon noir ancestral fabriqué artisanalement au Bénin. Maintes vertus thérapeutiques et dermatologiques lui sont attribuées.
Le koto est obtenu par le mélange de cendres végétales, de beurre de karité, auquel on ajoute des huiles telles que le beurre de cacao, l’huile de coco, des débris de régime de palme, de l'eau et d’huile de palme. Ce savon ne comporte pas d'huile d'olive, ce qui le distingue du savon noir marocain que l'on utilise dans les hammams, les bains ou les douches. Utilisé pour laver les nouveau-nés, le koto, même s'il est de moins en moins utilisé par la jeune génération, est aussi connu pour traiter les tâches pigmentaires causées par les  acnés et nettoyer en profondeur le corps afin de rendre à la peau son éclat et sa douceur naturels,,,,. 
Le koto est présent dans toute l’Afrique de l'Ouest sous différentes appellations. On en retrouve notamment au Ghana, au Togo et au Nigeria,. En yoruba on le nomme ose dudu.